# Glandularia flava
Glandularia flava là một loài thực vật có hoa trong họ Cỏ roi ngựa. Loài này được (Gillies & Hook.) Schnack & Covas mô tả khoa học đầu tiên năm 1944.